# Orion (США)
ORION (рус. Орион) — компания, выпускающая телескопы, бинокуляры, и аксессуары для оптики. Компания является ведущим рекламодателем в астрономических журналах Северной Америки, таких как: Sky & Telescope и Astronomy.

## Начало
Начиная с 1975 года ORION производит выпуск телескопов, биноклей и аксессуаров, а также вводит на рынок новые инновационные технологии.

## Продукция

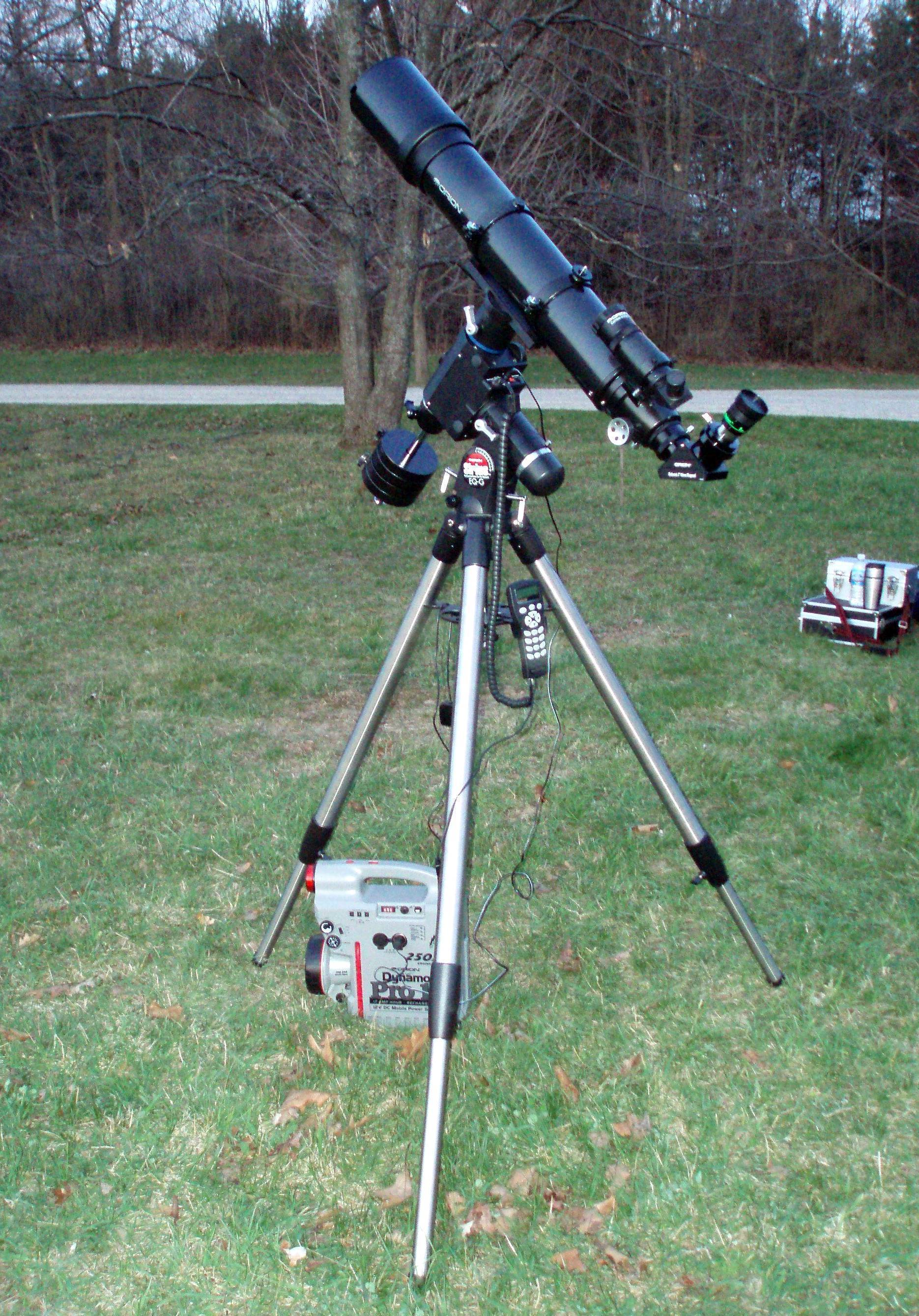
Orion ED120

### Телескопы
- Серия Observer, GoScope (для начинающих).
- 80 — 120 мм рефракторы.
- 4.5 — 8-дюймовые рефлекторы Ньютона.
- 4.5 — 12-дюймовые телескопы Добсона (серия «SkyQuest»).
- 90 мм — 150 мм телескопы системы Максутова — Кассегрена
- Серию Aristocrat — бронзовые телескопы (для изысканных поклонников марки и стиля)

Телескопы ORION также оснащаются системами компьютерного наведения «GoTo». Все модели с «GoTo» можно подключить к компьютеру с помощью кабеля, позволяя, управлять телескопом с помощью программы, входящей в комплект. Имеется возможность подключения GPS-приёмника (опционально), что позволяет наиболее точно определить свои координаты, для более точного наведения
Телескопы ORION на монтировке Добсона серии SkyQuest имеют систему Intelliscope, что заметно снижает стоимость рефлектора большой апертуры с автолокацией.

### Программное обеспечение
Система Intelliscope разработана компанией ORION с целью упростить наведение на объекты звёздного неба. База содержит более чем 14 000 объектов.